# Екклесиаст (группа)
«Екклесиа́ст» — музыкальный коллектив из Великого Новгорода, исполняющий свою музыку на стыке дум и дэт-метал.

## История
Группа Екклесиаст была образована в 1994 году Александром Сениным и Артёмом Долиной. Вскоре к группе присоединяется ударник Алексей Александров. В дальнейшем, в течение продолжительного времени, коллектив занимается активной репетиционной и концертной деятельностью. Накопленный опыт и музыкальный материал выливаются в первую демозапись «Прикосновение вьюги».
В 1998 году к группе присоединяется клавишник Алексей Некрасов, игравший в группе Вау. Вскоре на студии Тон записывается песня Забвение, вошедшая в релиз Забвение. Live 1998—99 вместе с записями концертных выступлений коллектива. Группа участвует в метал-фестивале в городе Санкт-Петербург в клубе Зоопарк. К концу 1999 года Алексей Некрасов уходит из группы.
5 мая 2001 года состоялась презентация полноформатного промоальбома Когда мёртвые ветви воспрянут от снов, изданного самими музыкантами.
В 2003 году к группе присоединяется новый барабанщик, в 2004 году Екклесиаст приступает к записи нового альбома Холод, который в 2005 году был издан на лейбле Solitude Productions.

## Дискография
- 1998 — Прикосновение вьюги (демо)
- 1999 — Забвение. Live 1998—99 (концертный альбом)
- 2001 — Когда мёртвые ветви воспрянут от снов
- 2005 — Холод
- 2008 — …Когда Мертвые Ветви Воспрянут От Снов